# Tullgrenius
Genre
Tullgrenius est un genre de pseudoscorpions de la famille des Atemnidae.

## Distribution
Les espèces de ce genre se rencontrent en Asie du Sud et en Asie du Sud-Est.

## Liste des espèces
Selon Pseudoscorpions of the World (version 3.0) :
- Tullgrenius afghanicus Beier, 1959
- Tullgrenius compactus Beier, 1951
- Tullgrenius indicus Chamberlin, 1933
- Tullgrenius orientalis Sivaraman, 1980
- Tullgrenius vachoni Murthy, 1962

## Étymologie
Ce genre est nommé en l'honneur d'Albert Tullgren.

## Publication originale
- Chamberlin, 1933 : Some false scorpions of the atemnid subfamily Miratemninae (Arachnida - Chelonethida). Annals of the Entomological Society of America, vol. 26, p. 262-268.